# Hoefblad
Hoefblad (Petasites) is een geslacht uit de familie Asteraceae. De botanische naam Petasites is afgeleid van het Oudgriekse woord 'petasos' dat een herdershoed aanduidt.
Klein hoefblad (Tussilago farfara) behoort niet tot dit geslacht.
Het geslacht is nauw verwant aan het geslacht kruiskruid (Senecio).

## Beschrijving
De gesteelde bladeren zijn groot en verschijnen pas nadat de bloemen verschijnen. Het zijn meest robuuste planten met dikke ondergrondse rizomen. De bladeren verschillen per soort van afmeting. Die van het in de Lage Landen inheemse groot hoefblad kunnen tot 1 meter groot worden.

## Taxonomie
Het geslacht kent de volgende soorten:
- Groot hoefblad (Petasites hybridus)
- Japans hoefblad (Petasites japonicus) is afkomstig uit Japan en wordt 1,5-2 m hoog.
- Poolhoefblad (Petasites frigidus) komt voor in Noord-Amerika richting arctische gebieden.
- Winterheliotroop (Petasites pyrenaicus)
- Wit hoefblad (Petasites albus)
- Zoet hoefblad (Petasites speciosa)
- Petasites palmatus is een soort van het Noord-Amerikaanse continent.
- Petasites paradoxus = Petasites niveus
- Petasites radiatus komt voor in Rusland op natte plaatsen en bloeit geel.
- Petasites saggitatus komt voor in Noord-Amerika.
- Petasites spurius komt in Scandinavië en Rusland voor in vochtige duingebieden.

In de Benelux komt groot hoefblad vrij algemeen voor. Japans hoefblad en wit hoefblad zijn er adventief.

## Toepassingen
In de middeleeuwen geloofde men dat door de onaangename reuk van de etherische oliën de pest verdreven kon worden.
In de kruidengeneeskunde wordt de plant aangewezen als werkzaam tegen migraine, bij hoesten en astma. Actieve stoffen zijn petasin(e) en isopetasin(e). Hoefblad bevat pyrrolizidine-alkaloïden die zeer toxisch zijn, daarom is de plant ongeschikt voor consumptie.